# Madres – Der Fluch
Madres – Der Fluch (Originaltitel: Madres, deutsch: „Mütter“) ist ein US-amerikanisches Filmdrama mit Horrorelementen von Regisseur Ryan Zaragoza, der am 8. Oktober 2021 auf Prime Video veröffentlicht wurde. In den Hauptrollen sind Ariana Guerra und Tenoch Huerta zu sehen.

## Handlung
Die werdende Mutter Diana zieht 1977 gemeinsam mit ihrem mexikanischen Ehemann Beto in die Kleinstadt Golden Valley in Kalifornien, wo er einen Job als Manager einer Farm gefunden hat. Zwar werden beide vom Farmbesitzer Tomas freundlich empfangen, doch die Sprachbarriere gegenüber den anderen, größtenteils mexikanischen Arbeiterfamilien stellt Diana vor große Probleme. In kurzen Gesprächen mit den Anwohnerinnen Gabriela und Rosa kann Diana trotzdem feststellen, dass es in der Gemeinde nur wenige Kinder gibt. Auch die spirituelle Anita möchte ihr Ketten andrehen und Gebete sprechen, die das noch ungeborene Kind beschützen sollen. Nachdem sie die Angebote ausgeschlagen hat, wird sie mit starken Schmerzen ins örtliche Krankenhaus eingeliefert.
Zwar stellt der behandelnde Arzt Dr. Bell fest, dass es Dianas Kind soweit gut geht, doch die junge Mutter steht der ganzen Situation misstrauisch gegenüber. Als sie im Krankenhaus Bekanntschaft mit der ebenfalls schwangeren und unter starken Schmerzen leidenden Marisol macht, wird gegenüber Diana erstmals ein Fluch auf Müttern erwähnt. So ist man in der Stadt davon überzeugt, dass vor allem mexikanische Frauen nur sehr schwer und mit vielen Komplikationen Kinder bekommen können, was die Anwohner auf einen Fluch zurückführen. Als Diana beginnt, Recherchen über das Thema anzustellen, findet sie in ihrem Haus Aufzeichnungen der auf mysteriöse Weise verschwundenen Vormieterin Teresa Flores. Diese war davon überzeugt, dass neuartige Pestizide die Probleme während den Schwangerschaften auslösen würden, doch Beto hält von dieser Theorie nur wenig, als Diana sie an ihn heranträgt.
Stattdessen recherchiert die werdende Mutter weiter und macht so weitere Städte ausfindig, in denen die Geburtenrate weit unter dem Durchschnitt lag, sich in den letzten Jahren aber wieder normalisiert hat. Wenig später muss Diana erneut aufgrund starker Schmerzen ins Krankenhaus, weshalb sie Beto für weitere Nachforschungen nach Arbington schickt. Dieser ist nach weiteren Vorfällen in der Stadt und Gesprächen mit seinen Arbeitskollegen mittlerweile auch davon überzeugt, dass ein Fluch auf schwangeren Frauen lastet. Während Diana im Krankenhaus beobachten kann, wie die völlig neben sich stehenden Marisol von Schwester Carol dazu gebracht wird, Dokumente zu unterschreiben, findet ihr Ehemann in Arbington heraus, dass die niedrige Geburtenrate dort nur während der Zeit auftrat, als das örtliche Krankenhaus von Dr. Bell geleitet wurde. Daraufhin kann Diana geheime Akten finden, aus denen hervorgeht, dass der Arzt vorrangig mexikanische Mütter ohne ihr Wissen sterilisiert; unter anderem starb auch Teresa bei Komplikationen während einer solchen Operation.
Diana wird von Dr. Bell überrascht, betäubt und in einen Operationssaal gebracht, wo er das Leben der jungen Frau aufgrund ihrer Entdeckungen beenden möchte. Der aus Arbington schnell zurückgekommen Beto kann dies jedoch verhindern und Dr. Bell erstechen. Sein Glück ist jedoch nur von kurzer Dauer, als Tomas erscheint und auf ihn schießt. Wie sich herausstellt, war der Farmbesitzer ein Komplize vom Arzt, der mexikanische Frauen vergiftet hat, damit sie das Krankenhaus aufsuchen müssen. Gegenüber Diana offenbart er seine Motivation: er möchte im Zuge einer Eugenikbewegung die Verbreitung von Einwanderern in seinem Land stoppen. Diana kann ihn jedoch überwältigen und umbringen. Einige Zeit später sieht man, wie sie und Beto ein gesundes Kind bekommen haben, während Schwester Carol die Praktiken nun in Los Angeles fortführt.

## Produktion

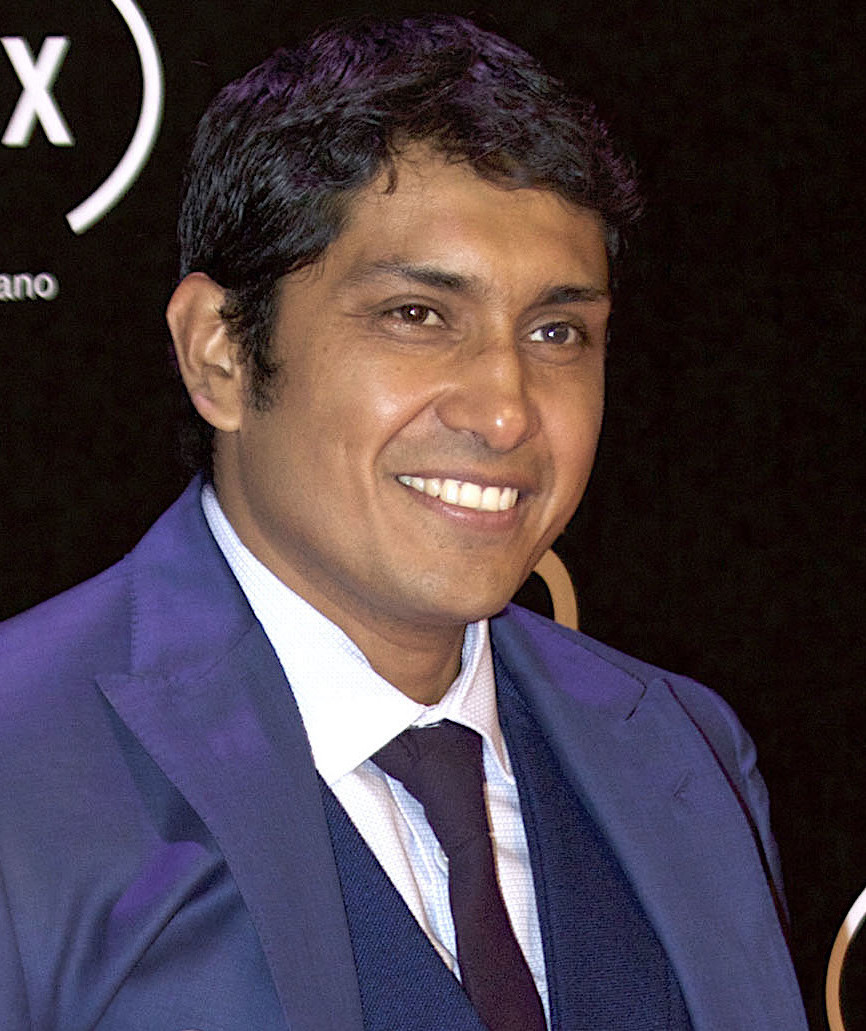
Tenoch Huerta spielt den Mexikaner Beto, dessen Frau Diana an einen Fluch auf schwangeren Müttern glaubt.

Im Zuge der Kollaboration zwischen Blumhouse Television und den Amazon Studios wurden im Oktober 2020 die letzten vier Filme der achtteiligen Welcome-to-the-Blumhouse-Anthologiereihe für das Jahr 2021 angekündigt. Darunter befand sich auch der von Marcella Ochoa und Mario Miscione geschriebene Madres – Der Fluch, bei dem Ryan Zaragoza sein Regiedebüt gab. Zur angekündigten Besetzung zählten Ariana Guerra, Tenoch Huerta, Elpidia Carrillo, Evelyn Gonzalez und Kerry Cahill, während Jason Blum, Jeremy Gold, Marci Wiseman, Lisa Bruce, Sanjay Sharma und Matthew Myers als Executive Producer fungierten. Hauptdarstellerin Guerra konnte für das Projekt gewonnen werden, nachdem das Drehbuch für sie wie ein „lateinamerikanisches Get Out“ wirkte. Nicht nur wollte sie die Sensibilität für US-Amerikaner mit lateinamerikanischer Herkunft stärken, sondern auch Unterschiede innerhalb dieser Bevölkerungsgruppe aufzeigen.
Drehbuchautorin Marcella Ochoa, selbst eine mexikanische Amerikanerin, interessierte sich schon immer für die Geschichte ihre Großeltern, Tanten und Onkel, die als eingewanderte Farmarbeiter ihr Geld verdienten. Als sie über das Farmleben der 1970er Jahre zu recherchieren begann, stieß sie auf Artikel über Zwangssterilisation, die sie als Grundlage für das Drehbuch zu Madres – Der Fluch nahm. Regisseur Ryan Zaragoza selbst überarbeitete beide Hauptfiguren später noch einmal, sodass weniger ihre kulturellen Differenzen im Vordergrund standen. Zaragozas Wunschbesetzung für Beto – Tenoch Huerta – musste dem Projekt zunächst aufgrund von Terminproblemen absagen, wurde später aber aufgrund eines durch die COVID-19-Pandemie ausgelösten Lockdowns verfügbar.
Felipe Vara de Rey fungierte bei den Dreharbeiten als Kameramann. Hauptdarstellerin Guerra musste während den Filmaufnahmen kontinuierlich eine Babybauch-Prothese tragen, die nur bei einzelnen Aufnahmen durch einen bequemeren Onesie ersetzt wurde. Zusätzlich informierte sie sich durch Videos und bei Freunden mit Kindern über Schwangerschaft, um diese im Film so realistisch wie möglich darstellen zu können. Von der Tonalität her dienten für Regisseur Zaragoza Werke wie Rosemaries Baby, Das Omen oder Shining als Vorbilder.
Erstes Bildmaterial zu Madres – Der Fluch am 24. August 2021 veröffentlicht; ein Trailer samt Filmposter folgte am 20. September. Die Weltpremiere erfolgte Ende September 2021, ehe der Film am 8. Oktober 2021 gemeinsam mit The Manor weltweit bei Prime Video veröffentlicht wurde. Die Filme Bingo Hell und Black as Night erschienen bereits eine Woche zuvor.

## Synchronisation
Die deutschsprachige Synchronisation entstand nach einem Dialogbuch und unter der Dialogregie von Matthias Klimsa im Auftrag von Studio Hamburg Synchron.
| Rolle             | Darsteller       | Synchronsprecher     |
| ----------------- | ---------------- | -------------------- |
| Diana             | Ariana Guerra    | Katharina von Keller |
| Beto              | Tenoch Huerta    | Nicolas Buitrago     |
| Anita             | Elpidia Carrillo | Isabel Navarro       |
| Tomas             | Joseph Garcia    | Erik Schäffler       |
| Marisol Hernandez | Evelyn Gonzalez  | Mara Madrid          |
| Rafael Ernesto    | René Mena        | Alexander Merbeth    |
| Rosa              | Leydi Morales    | Eileen Gohr          |
| Gabriela          | Amelia Rico      | Nicola Schäffler     |
| Teresa Flores     | Vanessa Motta    | Maria Wardzinska     |
| Dr. Nelson        | Jason Bayle      | Volker Hanisch       |
| Veronica          | Jennifer Patino  | Celine Fontanges     |
| Schwester Carol   | Kerry Cahill     | Konstanze Ulmer      |

## Rezeption

### Kritiken
Die Kritiken zu Madres – Der Fluch fielen gemischt aus. So konnte der Film 72 % der bei Rotten Tomatoes gelisteten Filmkritiker überzeugen, während er bei Metacritic einen Metascore von 43 von 100 möglichen Punkten erhielt.
Zu einem positiven Urteil gelangt Michael Nordine von Variety, für den der Film nicht unbedingt beängstigend oder gruselig, dafür aber durchaus lehrreich sei. Madres – Der Fluch sei ein Film mit Botschaft und Bildschirmtext am Ende, wie er häufig bei Dokumentationen und Biopics zu finden sei. In einer Welt der altbekannten Slasher und vergleichbaren Horrorfilmen wirke der Schwangerschafts-Thriller über ein mexikanisch-amerikanisches Paar und andere Farmarbeiter geradezu wie ein Roman.
Phil Hoad vom Guardian lobt Madres – Der Fluch, dass er der einzige Film der achtteiligen Welcome-to-the-Blumhouse-Anthologiereihe sei, dessen Besetzung nicht einfach nur divers wäre, sondern der sich tatsächlich auch mit gesellschaftlichen Fragen thematisch auseinandersetzen würde. Der Film sei durchweg geerdet, habe ein differenziertes Gespür für das Kastensystem der 1970er Jahre in den Vereinigten Staaten und verliere nie sein starkes soziales Gewissen. Daneben hebt Hoad die durchdachten Aufnahmen von Regisseur Ryan Zaragoza positiv hervor.
Auch Lena Wilson von der New York Times zieht ein positives Fazit und urteilt, die sozialen Spannungen, die während des Films zwischen Diana und Beto entstünden, seien fast noch spannender anzusehen als das zentrale Mysterium selbst. Die ruhige Filmmusik sowie die unauffällige Kameraarbeit würden Madres – Der Fluch zwar etwas in die Länge ziehen, doch was dem Film an audiovisueller Schärfe fehle, mache er durch eine originelle Geschichte und die von Ariana Guerra verkörperte „wilde, schwangere Protagonistin“ wieder wett.
Negativ steht Nick Allen von RogerEbert.com dem Film gegenüber. Für ihn habe Madres – Der Fluch einige gravierende Mängel, die zu einem insgesamt frustrierenden Film ohne Erzählrhythmus oder Horroreffekte führen würden, der weder verstörend noch interessant sei. Zwar wurden die Figuren von Marcella Ochoa und Mario Miscione mit einiger Sorgfalt geschrieben, wobei Hauptperson Diana nuanciert und interessant sei, doch das Drehbuch geben den Charakteren kaum Raum für Emotionen. Daneben werde die psychologische Wirkung auf den Zuschauer durch zu offensichtlich eingesetzte Musik, flache Jump-Scares und zu viel zeigende Kameraeinstellungen abgeflacht. Die unkreative Investigativgeschichte führe schließlich zum noch bewegendsten und mitreißendsten, in der Realität verwurzelten Teil der Geschichte, auch wenn dieser nichts mit einem Horrorfilm zu tun habe. Da Madres – Der Fluch diese wichtige Idee erst kurz vor dem Ende komme, könne auf die bedeutende Thematik der Zwangssterilisationen kaum eingegangen werden, auch wenn man so wenigstens auf sie aufmerksam mache.
Zu einem ähnlichen Urteil gelangt Mae Abdulbaki von Screenrant.com, für die der Film ein gutes Beispiel für verschenktes Potential sei. Madres – Der Fluch habe etwas zu sagen, wisse nur nicht, wie er es ausdrücken soll. So entstehe eine zu fragmentierte Geschichte mit vielen Handlungssträngen, die allesamt nicht ausreichend Aufmerksamkeit und Tiefe erhielten, wodurch der Film umemotional werde. Interessante Ideen würden ins Leere führen, die Geschichte sei schlecht und ohne Intensität entwickelt, das Erzähltempo sei zu langsam und Charaktere blieben flach. Unter dem ganzen kitschigen und nicht beängstigenden Horror verberge sich dennoch eine vielschichtige, interessante und erschreckende Geschichte, mit der sich jedoch kaum auseinandergesetzt werde. So sei Madres – Der Fluch für Abdulbaki insgesamt „langweilig und glanzlos“.

### Auszeichnungen
Imagen Awards 2022
- Nominierung als Bestes Primetime-Programm – Special oder Film
- Nominierung als Beste Schauspielerin – Drama (Ariana Guerra)[18]

NAACP Image Awards 2022
- Nominierung für das Beste Drehbuch eines Fernsehfilms oder Specials (Marcella Ochoa & Mario Miscione)[19]